# 義民
義民（ぎみん）とは、民衆のため一身を捧げた人をいう。飢饉などで人々が困窮しているときに一揆の首謀者などとなって私財や生命を賭して活躍した百姓のことで、転じて幕末の尊皇攘夷運動において同様に私財を賭して国のために奔走した町民・商人などもこう呼ばれる。
義人とも言うが、江戸時代初期を中心に各地の郷土史には義民伝説が残っている。

## 概要
主に江戸時代、村落共同体の代表として年貢の重圧による生活の困窮を領主、幕府に直訴（越訴）した人物を指す。特に直訴は死罪とされていたため、その行為は義挙と賞賛された。
例として、1761年に上田藩（現長野県上田市）浦野組（現長野県上田市別所、塩田、長野県小県郡青木村など）の農民約一万人が上田城へ押し掛けた上田騒動では、清水半平や中沢浅之丞などが一揆を指導し、死罪に処せられた。
なお水戸藩などでは、尊王攘夷の志に目覚め水戸藩の志士たちと国事に奔走した義民が、いわゆる義民郷士として取り立てられたり、明治維新後に賞典禄を受けた者も多い。

## 主な義民

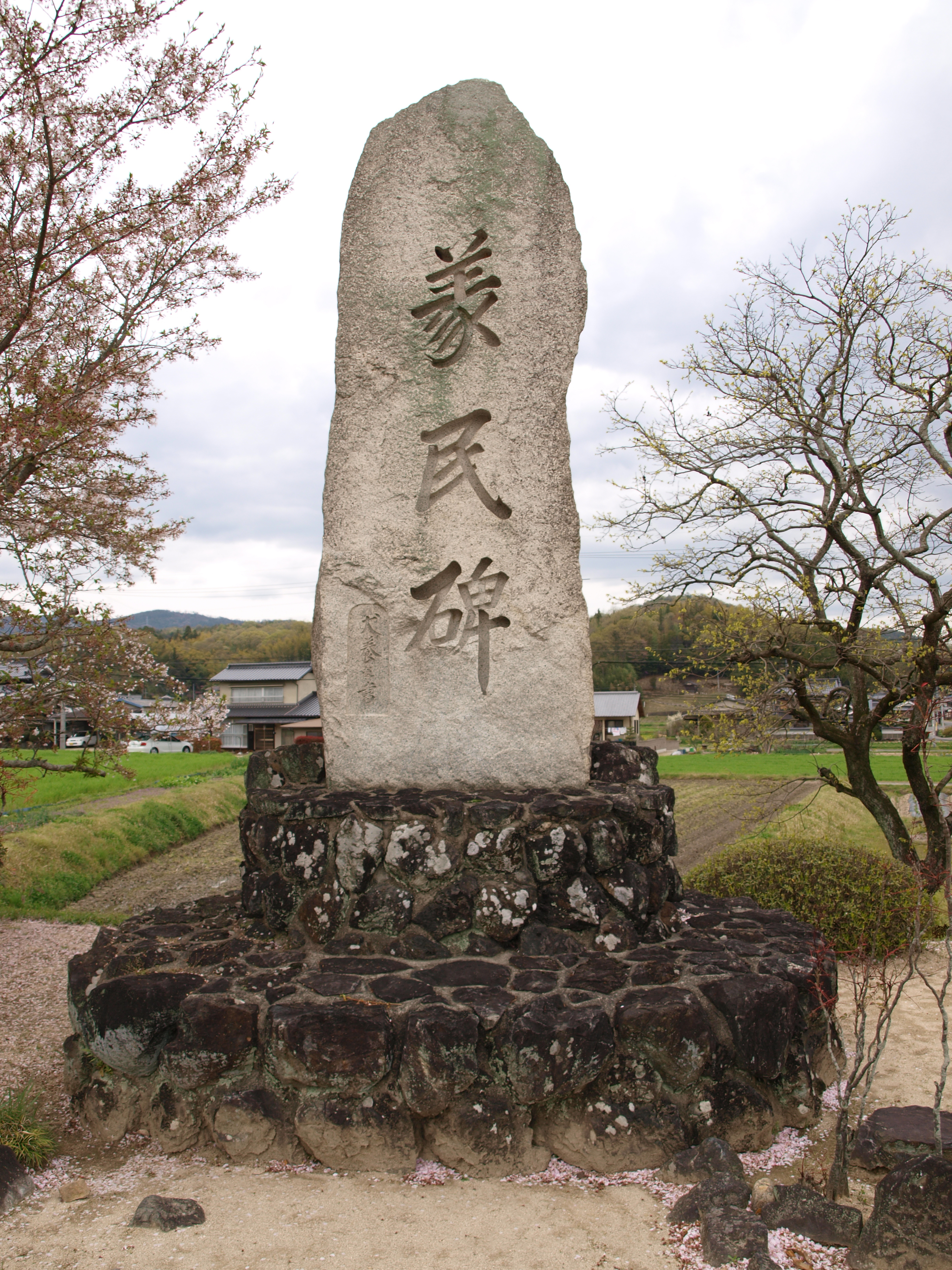
義民の顕彰例。新本義民騒動の義民碑（岡山県総社市）

- 中条右近太夫 - 江戸時代初期の遠江国の農家。嶺田用水の築造許可を求めて幕府に直訴した。用水築造は許可されたが、自身は処刑された。
- 佐倉惣五郎（木内惣五） - 江戸時代初期の下総国佐倉藩領の名主。義民伝説が伝わる。
- 松木庄左衛門 - 小浜藩領承応元年一揆（1652年、若狭国小浜藩）の義民。
- 小松三郎左衛門-（1678年）信濃国諏訪藩の不当な裁許をくつがえそうと江戸へ直訴しようとして処刑された。
- 新井宿義民六人衆
- 杉木茂左衛門 - 磔茂左衛門一揆（1681年、上野国沼田藩）の義民
- 鈴木三太夫 - 相模国海老名郷大谷村（旗本領）の名主。1684年刑死
- 多田加助 - 貞享騒動（1686年、信濃国松本藩）の指導者
- 新本義民四人衆 - 新本義民騒動（1717年、備中国岡田藩）の指導者
- 斎藤彦内 - 天狗廻状騒動（1749年、陸奥国桑折）の義民
- 鈴木源之丞 - 籾摺騒動（1753年、下野国宇都宮藩）の指導者
- 清水半平・中沢浅之丞 - 宝暦上田騒動（1761年、信濃国上田藩）の指導者
- 忍足佐内 - 勝山藩西領騒動（1770年、安房国勝山藩）の義民
- 本間辰之助 - 天保義民事件（1840年、出羽国庄内藩）の指導者。前代未聞だった藩主擁護のための直訴を企てる。
- 土川平兵衛 - 近江天保一揆（1842年、近江国野洲郡）の指導者。検地阻止を完全に勝ち取った唯一の一揆で、年貢増徴政策を事実上失敗に追いやった。
- 宮崎忠次郎 - 越中ばんどり騒動（1869年、越中国新川郡）の指導者。年貢減免や十村公選制などを要求。出身地に「義人之碑」が建つ。